# Галагановка (Ростовская область)
Галагановка — хутор в Азовском районе Ростовской области.
Входит в состав Задонского сельского поселения.

## География
Расположен в 45 км (по дорогам) южнее районного центра — города Азов.

### Улицы
- ул. Садовая.

## Население
| 1989 | 2002 | 2010 |
| ---- | ---- | ---- |
| 24   | ↗40  | ↘11  |

Национальный состав
Согласно результатам переписи 2002 года, в национальной структуре населения русские составляли 100 %.

## Достопримечательности
В 3,5 километрах южнее хутора находится памятник археологии — Курганный могильник «Кугейская падь-3» («Малеванные курганы») (3 насыпи). Памятник датируется II тысячелетием до н. э. — XIV веком н. э. Решением Малого Совета облсовета № 301 от 18 ноября 1992 года могильник внесен в список объектов культурного наследия местного значения под кодом № 6100314000.